# Vesta Creek, Ontario
Vesta Creek är ett vattendrag i Kanada.   Det ligger i provinsen Ontario, i den sydöstra delen av landet, 500 km väster om huvudstaden Ottawa.
Trakten runt Vesta Creek består till största delen av jordbruksmark. Runt Vesta Creek är det glesbefolkat, med 11 invånare per kvadratkilometer.